# 米季诺站
米金諾站（羅馬化：Mitino）是俄羅斯莫斯科地鐵的一個車站，位於莫斯科西北部的米金諾區。米金諾站是阿爾巴特－波克羅夫卡線的車站，位於沃洛科拉姆斯克站和皮亞尼察公路站之間。車站開通於2009年12月26日。